# Міжнародний аеропорт Мобіл
Міжнародний аеропорт Мобіл (англ. Mobile International Airport, коди BFM, KBFM) — аеропорт загального користування, розташований в 6 км на південь від центрального ділового району Мобіл, міста в окрузі Мобіл, штат Алабама, США. Аеропорт є основним компонентом Mobile Aeroplex у Бруклі, промислового комплексу площею 668 га. Зараз об'єкт займає 654 га землі. Належить і управляється адміністрацією аеропорту Мобіл. До 1969 року аеропорт був частиною активної військової бази, відомої як авіабаза Бруклі.
Згідно з Національним планом інтегрованих систем аеропорту FAA на 2009—2013 роки, класифікується як об'єкт авіації загального призначення. Зміна статусу була зі звітом NPIAS за 2007—2011 рр., коли аеропорт був класифікований як розвантажувальний аеропорт.